# Sicherheitsberater-Richtlinie
Die Sicherheitsberaterrichtlinie (Richtlinie 96/35/EG des Rates über die Bestellung und die berufliche Befähigung von Sicherheitsberatern für die Beförderung gefährlicher Güter auf Straße, Schiene oder Binnenwasserstraßen) vom 3. Juni 1996 führte dazu, dass die deutsche Gefahrgutbeauftragtenverordnung mehrmals angepasst werden musste. Außerdem sind seit 2003 im Europäischen Übereinkommen über den Transport von gefährlichen Gütern auf der Straße (ADR) für alle Vertragsstaaten unter Kapitel 1.8 die Vorschriften für den Sicherheitsberater aufgeführt, so dass auch darüber die Bestellung eines Gefahrgutbeauftragten gilt.
Die Richtlinie 96/35/EG wurde zum 29. Juni 2009 durch die Richtlinie 2008/68/EG aufgehoben.